# Steleocerellus nitidus
Steleocerellus nitidus är en tvåvingeart som först beskrevs av Curtis W. Sabrosky 1951.  Steleocerellus nitidus ingår i släktet Steleocerellus och familjen fritflugor.
Artens utbredningsområde är Uganda. Inga underarter finns listade i Catalogue of Life.